# Alue Lhok (Kaway XVI)
Alue Lhok is een bestuurslaag in het regentschap Aceh Barat van de provincie Atjeh, Indonesië. Alue Lhok telt 413 inwoners (volkstelling 2010).